# Минарет Хасана
Башня Хасана (араб. صومعة حسان‎) — заложенный в 1195 году по приказу альмохадского эмира Якуба аль-Мансура минарет близ Касба Удайя в Рабате, Марокко. Предполагалось, что при высоте 86 метров он станет самым высоким зданием исламского мира. В 1199 году, когда минарет был достроен до высоты 44 метра, эмир умер и постройка прекратилась.
По своему архитектурному облику минарет Хасана близок к севильской Хиральде, которая строилась в то же время — возможно, под надзором тех же самых зодчих. Прототипом обоих зданий считается 70-метровый минарет Кутубия в Марракеше.

От исполинской мечети, которую предполагалось воздвигнуть подле минарета, сохранились лишь две сотни столпов из песчаника. На другой стороне площади, занятой этими столпами, в 1960-е гг. был выстроен современный мавзолей Мухаммеда V и его сыновей.

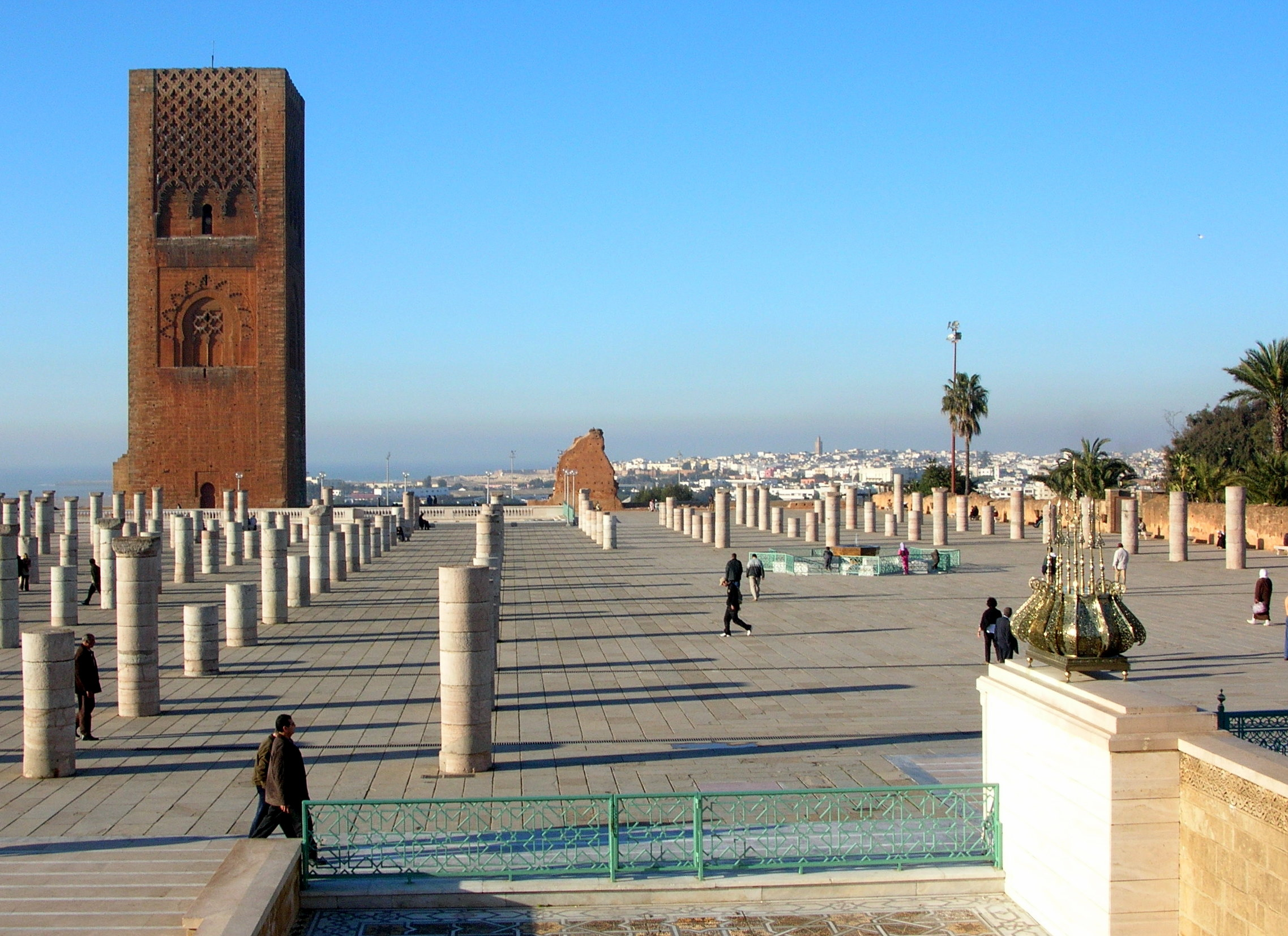
Минарет и колонны недостроенной мечети